# Сподобовский сельский совет (Харьковская область)
Сподобовский сельский совет — входит в состав Шевченковского района Харьковской области Украины.
Административный центр сельского совета находится в селе Сподобовка.

## История
- 1970 — дата образования.

## Населённые пункты совета
- село Сподобовка
- село Дуванка
- село Федоровка